# آپ-اد
آپ-اد یا صفحه آخر (به انگلیسی: Op-ed; opposite the editorial page) یک نثر نوشتاری است که به‌طور معمول توسط یک روزنامه یا مجله به چاپ می‌رسد و دیدگاه نویسنده‌ای را که معمولاً به هیئت تحریریه نشریه وابسته نیست، بیان می‌کند.